# Benito Baranda
Benito Baranda Ferrán (Santiago, 1 de enero de 1959) es un psicólogo, orientador, activista social y político chileno. Ha participado y presidido una serie de fundaciones y organizaciones sociales, siendo conocido por su rol en el Hogar de Cristo, donde ejerció como Director Nacional Social entre 1991 y 2011. Actualmente es director internacional de la organización América Solidaria.
Resultó elegido como miembro de la Convención Constitucional en los comicios desarrollados el 15 y 16 de mayo de 2021, representando al distrito 12 por la lista «Independientes por una Nueva Constitución».

## Primeros años de vida
Nació en una familia de diez hermanos, entre ellos están Guillermo, sacerdote jesuita y exprovincial de su orden, y Bruno, abogado y político de Renovación Nacional.
Estudió en el Colegio San Ignacio El Bosque, dirigido por la Compañía de Jesús, y en 1977 ingresó a la carrera de psicología y psicología clínica en la Pontificia Universidad Católica de Chile (PUC). Además hizo un Magíster en "Ciencias del Matrimonio y de la Familia" en la Pontificia Universidad Lateranense, en Roma, Italia.
Durante su paso por la universidad conoció a Lorena Cornejo, con quien inició una relación sentimental en 1979. Ambos contrajeron matrimonio el 6 de abril de 1982, y tienen seis hijos.
Ejerció como psicólogo en la Facultad de Medicina de la Universidad Católica, y como profesor del Colegio San Ignacio y del Seminario Pontificio.

## Labor social

### Paso por el Hogar de Cristo
Trabajó desde 1981 en el Hogar de Cristo, fundación de ayuda a personas en riesgo social creada por el sacerdote jesuita Alberto Hurtado. Dentro de la institución estuvo encargado de hospederías para niños, y trabajó como psicólogo en hogares de niños y centros comunitarios. En 1991 fue nombrado Director Social del Hogar de Cristo, cargo en que actuó como vocero laico de la institución y rostro de campañas en televisión. En 1998 creó, junto a Felipe Berríos S.J. el Centro de Voluntariado "En Todo Amar y Servir".
El 5 y 6 de marzo de 2010 representó al Hogar de Cristo en la telemaratón Chile ayuda a Chile, transmitida por cadena nacional, y conducida por Don Francisco. A inicios de 2011 dejó la dirección social nacional del Hogar de Cristo para dedicarse a la coordinación internacional de la organización, siendo reemplazado por Verónica Monroy Herrera.

### América Solidaria

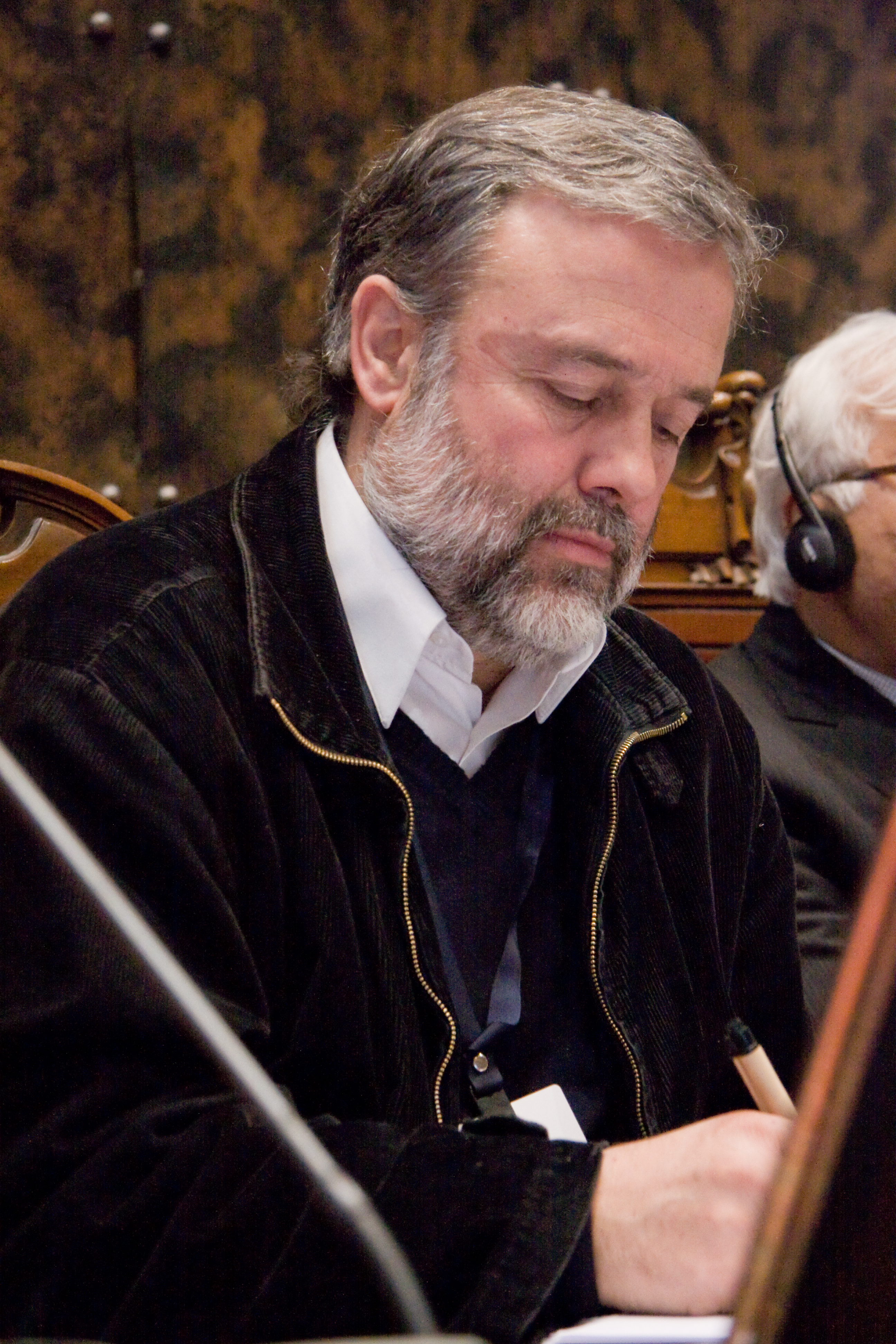
Benito Baranda.

Fue fundador de la organización internacional América Solidaria, en donde inicialmente se desempeñó como encargado de la oficina chilena. Actualmente es presidente ejecutivo a nivel internacional de dicha organización.
Además ha participado en otros organismos, como la Fundación para la Superación de la Pobreza, siendo su presidente entre 1999 y 2001, en el Fondo de Solidaridad e Inversión Social (FOSIS),
En diciembre de 2012 fue llamado a integrar la Comisión Asesora Presidencial de Expertos para la Actualización de la Línea de la Pobreza y de la Pobreza Extrema, que tenía como objetivo actualizar la Encuesta Casen, medidora de la pobreza en el país. En julio de 2017 la presidenta Michelle Bachelet lo nombró coordinador del Estado de Chile para la visita del papa Francisco a Chile en enero de 2018.

## Reconocimientos
En 2004 fue galardonado con el Orden al Mérito Docente y Cultural Gabriela Mistral en "Grado de Gran Oficial", entregado por el presidente de la República y el Ministerio de Educación, «por su real compromiso con la pobreza y la cultura de la solidaridad, contribuyendo para hacer de Chile un país más cohesionado, más igualitario y más justo».
Además ha recibido otros reconocimientos a su labor social.

## Controversias

### Accidente automovilístico
En el mes de diciembre de 2002, mientras conducía un furgón, sufrió un accidente en la Ruta 5 Sur, a la altura de la comuna de Lautaro, Región de la Araucanía. El vehículo colisionó en la parte posterior de un bus de pasajeros. Producto del accidente el único fallecido fue un menor de diez años, identificado como Felipe Méndez Poloni, hijo de una pareja amiga , quien iba con su madre y su hermano que también compartían el viaje con Baranda. Este accidente ocasionó conmoción en el psicólogo y en los medios solicitó que rezaran por él.[cita requerida]

### Vídeo sobre condenados por derechos humanos
En junio de 2017 la organización "Hijos y nietos prisioneros del pasado" publicó un vídeo en el que se solicita el perdón de los exmilitares condenados por violaciones a derechos humanos durante la dictadura militar. Entre los personajes que aparecen en la propaganda está Benito Baranda, sin embargo solo aparece su imagen, sin pronunciar palabras. Baranda reaccionó al vídeo diciendo que «No apoyo esta campaña y me siento engañado y usada mi imagen para fines que no comparto», ya que a su juicio era una «temática que no tiene relación con la invitación inicial».

### Elecciones de convencionales constituyentes de 2021
- Elecciones de convencionales constituyentes de 2021, para convencional constituyente por el distrito N.º 12 (La Florida, Puente Alto, Pirque, La Pintana y San José de Maipo).[22]

| Candidato                     | Pacto                                     | Partido | Votos  | %     | Resultado                  |
| ----------------------------- | ----------------------------------------- | ------- | ------ | ----- | -------------------------- |
| Benito Baranda Ferran         | Independientes por una Nueva Constitución | ILYV    | 47 217 | 12,69 | Convencional Constituyente |
| Beatriz Sánchez Muñoz         | Apruebo Dignidad                          | ILYQ    | 28 265 | 7,59  | Convencional Constituyente |
| Alondra Carrillo Vidal        | Voces Constituyentes                      | ILT     | 22 993 | 6,18  | Convencional Constituyente |
| Giovanna Grandón Caro         | La Lista del Pueblo Distrito 12           | ILYL    | 20 979 | 5,64  | Convencional Constituyente |
| Rafael Sotomayor Narbona      | La Lista del Pueblo Distrito 12           | ILYL    | 19 442 | 5,22  |                            |
| Macarena Venegas Tassara      | Vamos por Chile                           | ILXP    | 17 480 | 4,70  |                            |
| Bastián Bodenhöfer Alexander  | Apruebo Dignidad                          | ILYQ    | 16 078 | 4,32  |                            |
| María Luisa Cordero Velásquez | Vamos por Chile                           | ILXP    | 15 095 | 4,06  |                            |
| Manuel José Ossandón Lira     | Vamos por Chile                           | ILXP    | 13 845 | 3,72  | Convencional Constituyente |
| María Soledad Cisternas Reyes | Independientes por una Nueva Constitución | ILYV    | 12 761 | 3,43  |                            |
| Camila Cartes Cordero         | La Lista del Pueblo Distrito 12           | ILYL    | 12 490 | 3,36  |                            |
| Bárbara Figueroa Sandoval     | Apruebo Dignidad                          | PCCh    | 10 153 | 2,73  |                            |
| Bernardita Paul Ossandón      | Vamos por Chile                           | RN      | 9 298  | 2,50  |                            |
| Romanina Morales Baltra       | Lista del Apruebo                         | PS      | 4 663  | 1,25  |                            |
| Hernán Palma Pérez            | Partido Humanista                         | PH      | 4 215  | 1,13  |                            |
| Marcela Mella Ortiz           | Apruebo Dignidad                          | ILYQ    | 3 712  | 1,00  |                            |
| Juan José Martin Bravo        | Independientes por una Nueva Constitución | ILYV    | 2 709  | 0,73  | Convencional Constituyente |